# مركز التجارة العالمي بإسطنبول
مركز التجارة العالمي بإسطنبول (بالتركية: İstanbul Dünya Ticaret Merkezi)‏ شركة خدمية تأسست عام 1982 ونقع قرب مطار أتاتورك الدولي. تهدف إلى تعزيز التجارة الدولية والتجارة العالمية من خلال توفير المعلومات التجارية وخدمات أبحاث السوق، وتنظيم برامج الوفود التجارية، وتشغيل مناطق المعارض، وتقديم المكاتب وقاعات المؤتمرات والاجتماعات، وتشغيل الفنادق ضمن تنظيمها. يملكها كل من غرفة تجارة إسطنبول [الإنجليزية] واتحاد الغرف وتبادل السلع في تركيا [الإنجليزية] وبلدية إسطنبول الكبرى وبلدية باكركوي وغرفة صناعة إسطنبول وبورصة إسطنبول للسلع بالإضافة إلى مؤسسة التنمية الاقتصادية في تركيا.
يغطي مجمع مركز التجارة العالمي إسطنبول مساحة 500,000 متر مربع (120 فدان). يضم محطة مترو وموقف سيارات ضخم يتسع لـ 6000 سيارة في المجمل.

## المصدر
1. 1 2  "About". IDTM. مؤرشف من الأصل في 2011-12-17. اطلع عليه بتاريخ 2012-09-10.
2. ↑  "Service Business Center". IDTM. مؤرشف من الأصل في 2012-04-28. اطلع عليه بتاريخ 2012-09-10.
3. ↑  "Hakkımızda" (بالتركية). İstanbul Fuar Merkezi. Archived from the original on 2016-03-04. Retrieved 2012-09-12.